# Air-South-Flug 168
Auf dem Air-South-Flug 168 ereignete sich am 6. Juli 1969 bei Monroe im amerikanischen Bundesstaat Georgia ein schwerer Flugunfall. Dabei stürzte eine Beechcraft 99 der Regionalfluggesellschaft Air South nach einem Kontrollverlust zu Boden, wobei alle 14 Personen an Bord starben.

## Flugzeug
Bei der betroffenen Maschine handelte es sich um eine Beechcraft 99. Die Maschine trug die Seriennummer U-16 und hatte ihren Erstflug im Juni 1968 absolviert. Sie wurde anschließend an die Air South ausgeliefert, welche die Maschine mit dem Luftfahrzeugkennzeichen N844NS zuließ.  Das zweimotorige Regionalverkehrsflugzeug war mit zwei Turboprop-Triebwerken des Typs Pratt & Whitney Canada PT6A-20 ausgestattet. Bis zum Zeitpunkt des Unfalls hatte die Maschine eine Gesamtbetriebsleistung von 2.226 Betriebsstunden absolviert.

## Passagiere und Besatzung
Den Flug von Atlanta nach Greenville hatten 12 Passagiere angetreten. Es befand sich eine zweiköpfige Besatzung an Bord der Maschine, bestehend aus einem Flugkapitän und einem Ersten Offizier. Auf dem Regionalflug waren keine Flugbegleiter vorgesehen.

## Unfallhergang
Rund elf Minuten nachdem die Maschine ihre Reiseflughöhe von 7.000 ft erreicht hatte, begann die Höhenrudertrimmung damit, das Höhenruder bis zum Anschlag (Full-Nose-Down-Position) zu vertrimmen. Die Kraft beider Piloten reichte trotz der sechs Sekunden später eingeleiteten Abhilfemaßnahmen nicht aus, um die extrem vertrimmte Stellung des Höhenruders mit dem Steuerhorn zu überwinden und die Maschine abzufangen. Infolgedessen ging das Flugzeug in einen Sturzflug über; die daraus resultierende hohe Geschwindigkeit führte dazu, dass beide Tragflächen ihre Belastungsgrenzen überschritten und einige hundert Fuß über Grund abbrachen, bevor das Flugzeug schließlich nahezu senkrecht in den Boden einschlug. Die Maschine stürzte bei Bold Springs, zehn Kilometer nordwestlich von Monroe (Georgia) ab, wobei alle 14 Personen an Bord ums Leben kamen.

## Ursache
Das NTSB konnte die Ursache für das Fehlverhalten der Trimmung nicht ermitteln, schrieb der Konstruktion des gesamten Steuersystems aber eine förderliche Rolle beim Entstehen des Kontrollverlusts zu.